# Карлсруе
 Тази статия е за града в Германия.  За региона вижте Карлсруе (регион).  
Карлсруе (Karlsruhe) е град в провинция Баден-Вюртемберг, Германия, намиращ се близо до границата с Франция. Площта му е 173,46 км², население от 294 761 души към 31 декември 2010 г. и гъстота на населението 1699 д/км².

Градът е с добре развита инфраструктура и обществен транспорт, поради което е лесно достъпен от околните градове. Разположен е на река Рейн и е на железопътен възел, и е свързан с автомагистрали с Франкфурт и Щутгарт. В западната част на града, на брега на река Рейн, се намира най-голямата в Германия петролна рафинерия.

## Известни личности
- Карл Бенц – изобретател, създател на автомобила с бензинов двигател
- Карл Драйс – изобретател, създател на тротинетката, месомелачката и др.
- Анди Дерис – музикант/певец — вокалист на Helloween
- Оливер Кан – футболист, легенда на Байерн Мюнхен
- Мемет Шол – футболист, легенда на Байерн Мюнхен
- Оливер Бирхоф – футболист, мениджър на немския национален отбор

## Побратимени градове
- Краснодар, Русия от 1998
- Нанси, Франция от 1955
- Нотингам, Великобритания от 1969
- Тимишоара, Румъния от 1997
- Хале, Германия от 1987

## Българска общност
Към края на 2014 г. на територията на община Карлсруе живеят 1136 българи, като в това число не са включени лицата с двойно гражданство или само с български корени.
През 1914 г. е основано първото Българско академично дружество в Карлсруе. По това време, към 1911 г., в най-голямото висше учебно заведение в града са записани 1850 студенти, сред които 51 българи. На 27 ноември 2002 г. български студенти основават Академично дружество „Кирил и Методий“, развиващо активна дейност и днес. През 2005 е основано Движение ИМПУЛС – Инициатива за образование, наука и бизнес в България, просъществувало около 3 години.
В периода 2005 – 2010 г. в Карлсру се е излъчвало българското радиопредаване „Без граници“. За кратко в града е действала българска баничарница. Действа и ансамбъл за български народни танци, който взима участия и на събори в България. 